# Conescharellina cancellata
Conescharellina cancellata is een mosdiertjessoort uit de familie van de Conescharellinidae. De wetenschappelijke naam van de soort is, als Lunulites cancellata, voor het eerst geldig gepubliceerd in 1854 door Busk.